# Sebastián Saavedra
Sebastián Saavedra (Bogotá, 2 de junio de 1990) es un piloto colombiano que estuvo compitiendo en la categoría IndyCar Series con el equipo Juncos Racing.

## Inicios
Saavedra dio sus inicios en el kartismo, poco después, se destaca por ser el primer campeón Colombiano en ganar el Campeonato Mundial de Karts. En los años más recientes, en el 2005 en la Fórmula BMW Europea fue 4º en el Mundial de Valencia, Campeón en Lime Rock, Zuhai y Shanghái, en 2006 a 2008 se destacó en la Fórmula BMW Alemana, Austríaca, Estadounidense y Asiática ostentando sendos podios y ganando carreras. En 2007 se convirtió en campeón de Novatos en la Fórmula BMW alemana, novato del año. En 2008 siguiendo el sendo de la Fórmula BMW Alemana y Austríaca de 18 carreras en Alemania y 4 en Austria, donde queda subcampeón, al lado de 10 podios 4 pole positions, 3º lugares 3 victorias.

### Indy Lights y 2010 Indy 500
El equipo que lo contrató para la temporada 2008 al debutar en Indy Lights fue el equipo Andretti Autosport, con el cual, junto a su compañero J.R. Hildebrand, disputaron el título de la categoría, siendo su compañero el que se llevase el título, haciendo de Saavedra el Novato del año y subcampeón de la categoría.
En 2010, inicia trabajos en el equipo Bryan Herta Autosport.
Para la carrera de las 500 millas de Indianápolis, en el 2010 logró clasificarse 32.º lugar para la 94.ª edición de la misma, convirtiéndose en el tercer colombiano después de Roberto José Guerrero y Juan Pablo Montoya (campeón de la carrera en el 2000 y 2015) en participar de dicha competencia, a diez años cumplidos de que Juan Pablo ganase dicha carrera. Debido a una fuerte colisión debió abandonar la carrera y terminó en el lugar 23º.
A pesar de que su debut fue realmente en Indianápolis, su incorporación en la máxima categoría de IndyCar fue oficial en el óvalo de Homestead. Después del rompimiento abrupto de contrato con el equipo de Bryan Herta Autosport debido a los constantes fallos mecánicos presentados en las últimas carreras, Saavedra no corrió las dos últimas válidas. Firmó con Conquest Racing para la última carrera de 2010 en Homestead-Miami; donde, en una clasificación muy pareja, el piloto colombiano logró clasifirarse en el 23.er lugar para el Cafes do Brasil 300 en Homestead con una velocidad de 209.308 mph de promedio, solo una décima de milla por detrás del brasileño Raphael Mathos. El escocés Dario Franchitti logró la pole y luchó el campeonato con Will Power en esta última válida. Estos fueron sus comentarios acerca de la carrera: El colombiano finalizó la carrera en el puesto 16.  

“Es una gran experiencia de aprendizaje, logramos estar en los tiempos y creo que tenemos un carro competitivo para ir hacia delante en situación de carrera”
Saavedra tras las dos vueltas clasificatorias

.
Esta fue la segunda carrera en la IZOD Indy Car Series para el bogotano, quien fue el piloto más joven de la categoría a los 20 años.

### IndyCar
Para el año 2011 firmó por un año con el equipo Conquest Racing, conduciendo el coche 34. Sebastián Saavedra cumplió un objetivo de su carrera como piloto en Estados Unidos y con apenas 20 años, tomó la partida de la temporada de la IZOD IndyCar Series con Helio Castroneves, Dario Franchitti, Scott Dixon, Danica Patrick, entre otros, como sus rivales permanentes.
Para la temporada 2012, Sebastián Saavedra por razones de falta de patrocinio, no pudo inscribirse a un equipo que le pudiese contratar para correr la temporada completa en la máxima categoría; por eso, es contratado por el equipo Andretti Autosport/AFS Racing, donde vuelve a correr en la categoría de ascenso, la Indy Lights, así como la posibilidad de ser piloto de pruebas de la misma escudería en la IndyCar Series, donde participará en al menos cuatro competencias, empezando por su segundo intento de entrar en la carrera de las 500 millas de Indianápolis (cosa que no pudo obtener el año anterior, pero sí en 2010) además de competir en Infineon, Toronto y Baltimore.
Saavedra comenzó con pie derecho la temporada 2012 obteniendo un 3º puesto en la primera válida en las calles de St Petersburg, Florida y luego, en la siguiente carrera de la temporada, el 1º puesto en el Gran Premio de Alabama que se disputó en la pista de Barber MotorSports Park, después de haber ganado la pole position y dominar la carrera de principio a fin. Para Saavedra es el cuarto triunfo que obtiene en esta categoría.
En 2013 vuelve a tiempo completo a la IndyCar de la mano de Dragon Racing. Consigue su mejor resultado en la categoría, un 10º puesto, en la séptima ronda (Detroit). Posteriormente termina octavo en Baltimore y obtiene el 21..eɽ puesto en el campeonato.

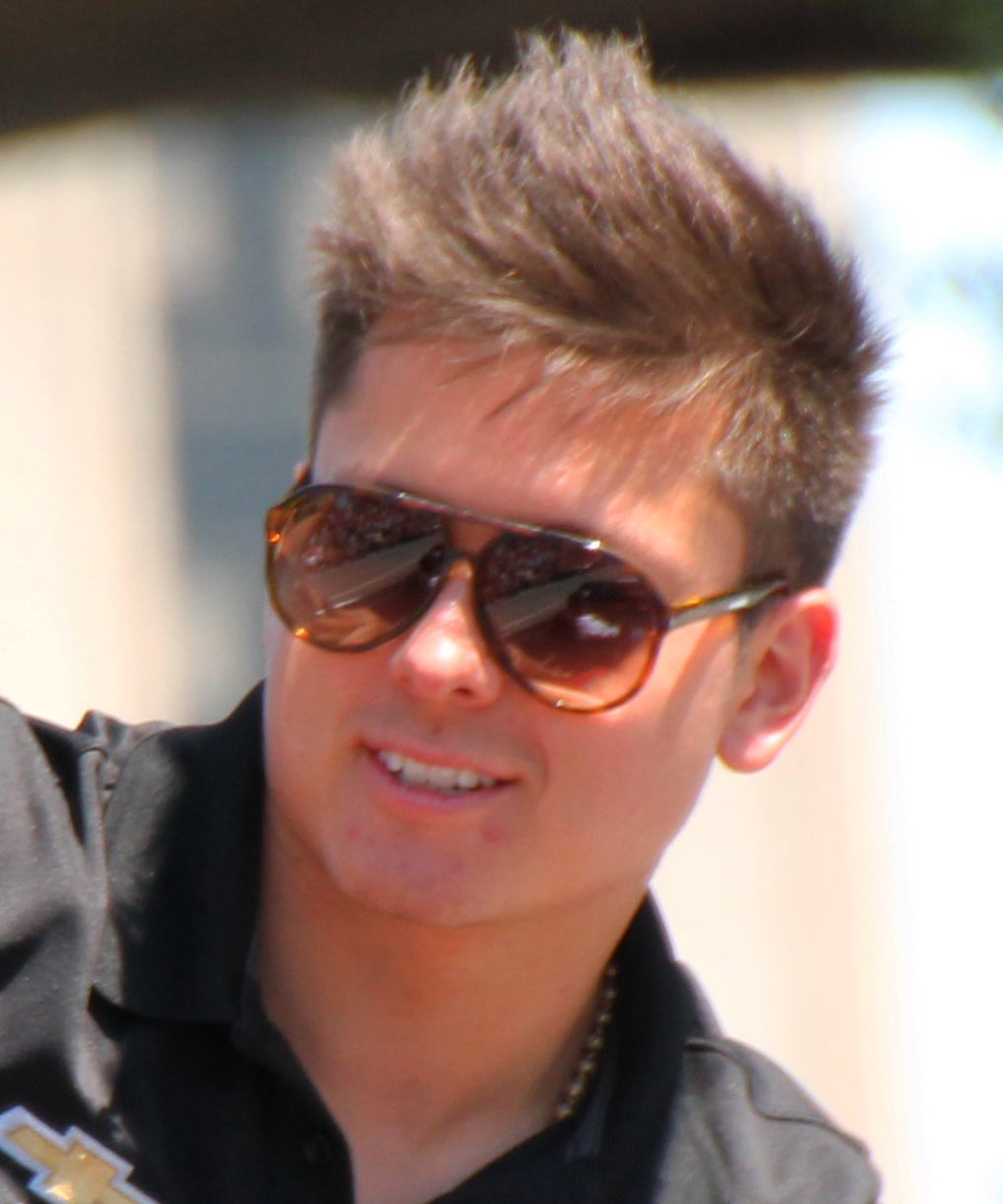
Saavedra, 2015

Para 2014 cambió nuevamente de equipo al integrarse en KV Racing Technology. Logró una pole en el primer GP de Indianápolis, pero se quedó clavado en la salida y fue embestido por otros dos coches. Su mejor resultado en carrera fue un 9º puesto en Long Beach.
Saavedra compitió un total de cuatro eventos en la categoría en 2015, pilotando el Ganassi #8 junto con Sage Karam.

## Resultados

### Indy Lights
(Clave) (negrita indica pole position) (cursiva indica vuelta rápida)

| Año  | Equipo                        | 1      | 2     | 3     | 4      | 5      | 6     | 7      | 8      | 9     | 10     | 11     | 12     | 13    | 14    | 15    | Pos. | Puntos |
| ---- | ----------------------------- | ------ | ----- | ----- | ------ | ------ | ----- | ------ | ------ | ----- | ------ | ------ | ------ | ----- | ----- | ----- | ---- | ------ |
| 2009 | AGR-AFS Racing                | STP 26 | STP 2 | LBH 8 | KAN 1  | INDY 5 | MIL 3 | IOW 15 | WGL 18 | TOR 1 | EDM 3  | KTY 2  | MDO 18 | SNM 7 | CHI 6 | HMS 3 | 3.º  | 446    |
| 2010 | Bryan Herta Autosport         | STP 12 | ALA 3 | LBH 4 | INDY 9 | IOW 1  | WGL 3 | TOR 14 | EDM 6  | MDO 5 | SNM 15 | CHI 11 | KTY    | HMS   |       |       | 8.º  | 303    |
| 2012 | AFS Racing Andretti Autosport | STP 3  | ALA 1 | LBH 2 | INDY 5 | DET 6  | MIL 2 | IOW 13 | TOR 2  | EDM 2 | TRO 9  | BAL 10 | FON 14 |       |       |       | 4.º  | 383    |

### IndyCar Series
(Clave) (negrita indica pole position) (cursiva indica vuelta rápida)

| Año     | Equipo                       | Motor     | 1      | 2      | 3       | 4      | 5        | 6       | 7      | 8      | 9      | 10     | 11     | 12     | 13     | 14     | 15     | 16     | 17     | 18     | 19     | Pos. | Puntos |
| ------- | ---------------------------- | --------- | ------ | ------ | ------- | ------ | -------- | ------- | ------ | ------ | ------ | ------ | ------ | ------ | ------ | ------ | ------ | ------ | ------ | ------ | ------ | ---- | ------ |
| 2010    | Bryan Herta Autosport        | Honda     | SAO    | STP    | ALA     | LBH    | KAN      | INDY 23 | TXS    | IOW    | WGL    | TOR    | EDM    | MDO    | SNM    | CHI    | KTY    | MOT    |        |        |        | 33.º | 29     |
| 2010    | Conquest Racing              | Honda     |        |        |         |        |          |         |        |        |        |        |        |        |        |        |        |        | HMS 16 |        |        | 33.º | 29     |
| 2011    | Conquest Racing              | Honda     | STP 13 | ALA 26 | LBH 14  | SAO 11 | INDY DNQ | TXS 28  | TXS 29 | MIL 23 | IOW 20 | TOR 25 | EDM 16 | MDO 27 | NHM 15 | SNM 14 | BAL 13 | MOT    | KTY    | LVS C  |        | 25.º | 178    |
| 2012    | Andretti Autosport           | Chevrolet | STP    | ALA    | LBH     | SAO    | INDY 26  | DET     | TXS    | MIL    | IOW    | TOR    | EDM    | MDO    | SNM 15 | BAL    | FON 21 |        |        |        |        | 27.º | 41     |
| 2013    | Dragon Racing                | Chevrolet | STP 20 | ALA 20 | LBH 27  | SAO 19 | INDY 32  | DET 22  | DET 10 | TXS 14 | MIL 13 | IOW 19 | POC 23 | TOR 16 | TOR 15 | MDO 19 | SNM 21 | BAL 8  | HOU 14 | HOU 12 | FON 24 | 21.º | 236    |
| 2014    | KV Racing Technology         | Chevrolet | STP 11 | LBH 9  | ALA 18  | IMS 23 | INDY 15  | DET 14  | DET 22 | TXS 17 | HOU 15 | HOU 17 | POC 15 | IOW 17 | TOR 19 | TOR 21 | MDO 20 | MIL 18 | SNM 16 | FON 17 |        | 21.º | 291    |
| 2015    | Chip Ganassi Racing          | Chevrolet | STP    | NLA    | LBH 10  | ALA    | IMS 17   |         | DET    | DET    | TXS    | TOR 16 | FON    | MIL    | IOW    | MDO    | POC    | SNM 13 |        |        |        | 25.º | 95     |
| 2015    | Chip Ganassi Racing          | Chevrolet |        |        | INDY 23 |        |          |         |        |        |        |        |        |        |        |        |        |        |        |        |        | 25.º | 95     |
| 2017    | Juncos Racing                | Chevrolet | STP    | LBH    | ALA     | PHX    | IMS      | INDY 15 | DET    | DET    | TXS    | ROA    | IOW    |        |        |        |        |        |        |        |        | 26.º | 80     |
| 2017    | Schmidt Peterson Motorsports | Honda     |        |        |         |        |          |         |        |        |        |        |        | TOR 11 | MDO    | POC 21 | GTW 11 | WGL    | SNM    |        |        | 26.º | 80     |
| Fuente: |                              |           |        |        |         |        |          |         |        |        |        |        |        |        |        |        |        |        |        |        |        |      |        |

#### 500 Millas de Indianápolis
| Año  | Chasis  | Motor     | Inicia | Finaliza | Equipo                |
| ---- | ------- | --------- | ------ | -------- | --------------------- |
| 2010 | Dallara | Honda     | 32     | 23       | Bryan Herta Autosport |
| 2011 | Dallara | Honda     | DNQ    | DNQ      | Conquest Racing       |
| 2012 | Dallara | Chevrolet | 24     | 26       | Andretti Autosport    |
| 2013 | Dallara | Chevrolet | 27     | 32       | Dragon Racing         |
| 2014 | Dallara | Chevrolet | 32     | 15       | KV Racing Technology  |
| 2015 | Dallara | Chevrolet | 28     | 23       | Chip Ganassi Racing   |
| 2017 | Dallara | Chevrolet | 31     | 15       | Juncos Racing         |